# Ступин, Евгений Викторович
Евгений Викторович Ступин (род. 22 апреля 1983, Северодвинск, Архангельская область) — российский политик, депутат Московской городской думы VII созыва (2019—2024), адвокат. 23 июня 2023 года решением министерства юстиции РФ признан иностранным агентом.

## Биография
Евгений Ступин родился в 1983 году в Северодвинске Архангельской области. В 2005 году окончил факультет управления и права Северодвинского филиала Поморского государственного университета им. М.В. Ломоносова по специальности «Юриспруденция». С 2005 по 2006 год проходил срочную службу в Вооруженных силах Российской Федерации.
С 2007 по 2010 год работал в МВД и Следственном комитете в должностях следователя, старшего следователя.
С 2010 по 2016 год работал в Федеральной службе судебных приставов. Последняя занимаемая должность — заместитель главного судебного пристава Московской области.
С 2016 года по настоящее время — адвокат, осуществляет защиту по уголовным делам, разрешает экологические споры, успешно отстаивает права обманутых дольщиков, обращается в Европейский суд по правам человека за защитой прав россиян.
Женат, воспитывает сына и дочь. В феврале 2024 года после смерти Алексея Навального переехал в Ереван, где проживает в настоящее время.

## Общественная деятельность
В 2017 году в период проведения публичных слушаний по проекту планировки территории транспортно-пересадочного узла в районе Некрасовка Юго-Восточного административного округа Москвы Евгений Ступин возражал против жилой застройки в связи с отсутствием в данном районе деревьев, парков, загруженностью автодорог и метро.
В 2018 году Евгений Ступин по просьбе жителей района отправил адвокатский запрос в Роспотребнадзор для выяснения ситуации с мусорным кластером. К концу года жители поняли, что реакции не дождутся, и решили действовать по-другому — организовать митинг. При этом 1 января 2019 г. Ступину все-таки пришел ответ на запрос от московского Роспотребнадзора. Представители ведомства заявили, что в кластере в Некрасовке (2-я Вольская улица, 34) действительно будут упаковывать и перегружать отходы в железнодорожный транспорт «без предварительной сортировки», но пока станция не работает.
Как адвокат и сосед, Ступин защищал в суде родственников погибшей в результате халатности сотрудников ГБУ «Жилищник» жительницы Некрасовки. Направив исковое заявление в Кузьминский районный суд Москвы, а затем апелляцию в Московский городской суд, 22.05.2019 г. он добился частичной компенсации морального вреда в пользу дочери погибшей.
В октябре 2017 года Евгений Ступин выиграл суд у Префектуры ЮВАО и добился проведения митинга, на котором объявил о подаче в суд (7 марта 2018 года) искового заявления с требованием закрыть Мусоросжигательный завод № 4 (МСЗ-4). Первое предварительное судебное заседание состоялось 3 мая 2018 года. На 2-м судебном заседании было удовлетворено ходатайство истца о направлении судебного запроса в Росприроднадзор. Однако, производство по делу прекратили. Данное решение было обжаловано Евгением Ступиным в апелляционном и кассационном порядке в Московский городской суд, но решение районного суда отменено не было. В феврале 2019 года Евгений Ступин подал кассационную жалобу в Верховный суд РФ. Было оглашено решение о направлении дела на пересмотр в суд первой инстанции. Евгений Ступин так же не исключил возможности подачи жалобы в Европейский суд по правам человека в связи с работой МСЗ-4. В феврале 2019 г. Евгений Ступин, как экологический активист, принимал участие в заседании Общественного консультативного совета при Московской городской думе по вопросам состояния системы сбора и утилизации промышленных и бытовых отходов в городе Москве.
В декабре 2018 года стало известно о заболевании шигеллезом (дизентерией) в детских садах ЮВАО города Москвы. По данным Роспотребнадзора, было выявлено 127 случаев заражения кишечной инфекцией, из них 57 случаев дизентерии, в семи образовательных учреждениях г. Москвы. 21 февраля 2019 г. Общественная палата провела круглый стол о проблемах питания в детских садах Москвы. На встрече присутствовали представители московских департаментов здравоохранения и образования, Роспотребнадзора, поставщика питания Конкорд, члены общественной палаты Москвы, журналисты, а также родители пострадавших детей. Евгений Ступин обратил внимание собравшихся на нарушения в школе № 2051. Им были направлены жалобы в соответствующие инстанции.

## Избрание депутатом в Московскую городскую думу
11 июня 2019 года в Центральном доме литераторов прошла конференция Московского городского отделения КПРФ, на которой адвокат Евгений Ступин был выдвинут кандидатом в депутаты Московской городской думы по 20-му одномандатному избирательному округу города Москвы (районы: Косино-Ухтомский, Некрасовка, Новокосино, часть района Вешняки, часть района Выхино-Жулебино).
27 июня 2019 года Московская городская избирательная комиссия зарегистрировал Евгения Ступина кандидатом в депутаты Московской городской думы. Был поддержан системой «Умного голосования» Алексея Навального.
В результате выборов Евгений Ступин занял 1-е место и стал депутатом.
| Место | Кандидаты в депутаты | Партия              | Полученный процент | Количество полученных голосов | Израсходовано средств (руб.) |
| ----- | -------------------- | ------------------- | ------------------ | ----------------------------- | ---------------------------- |
| 1.    | Евгений Ступин       | КПРФ                | 47,39 %            | 17 496                        | 1 313 157,39                 |
| 2.    | Максим Шингаркин     | Родина              | 23,05 %            | 8512                          | 4 420 200,00                 |
| 3.    | Валерий Даниловцев   | Справедливая Россия | 11,21 %            | 4137                          | 2 001 000,00                 |
| 4.    | Виктор Букреев       | ЛДПР                | 9,92 %             | 3664                          | 28 000,00                    |
| 5.    | Дмитрий Захаров      | Коммунисты России   | 8,43 %             | 3112                          | 17 646 000,00                |

14 марта 2023 года Евгения Ступина решением горкома КПРФ исключили из партии. Причиной стало подписание письма «Социалисты и коммунисты против войны» 24 февраля 2022 года, положительная характеристика на осуждённого оппозиционера Илью Яшина, а также голосование против отчёта мэра Москвы Сергея Собянина. На заседании по его исключению присутствовал Юрий Афонин, первый заместитель Геннадия Зюганова, который активно поддерживал это решение. Ступин стал третьим депутатом, исключённым из КПРФ за время работы седьмого созыва Мосгордумы. 27 апреля на закрытом заседании Ступин решением бывших однопартийцев был исключен из фракции КПРФ в Мосгордуме.
23 июня 2023 года Евгений Ступин решением Минюста был признан иностранным агентом. 28 сентября он заявил, что уехал из России, находится в «долгосрочной командировке» и не планирует возвращаться в ближайшее время. В интервью он отметил, что причиной отъезда стали угрозы уголовного преследования, которые он получал как публично, так и в приватных сообщениях.
8 мая 2024 года Мосгордума досрочно лишила мандата Евгения Ступина из-за неучастия в заседаниях более шести месяцев. Ступин утверждал, что ему не давали подключаться к видеоконференциям, а депутаты от «Единой России» объясняли проблемы со связью ограничениями на доступ к российским ресурсам из-за рубежа. Ступин, находящийся за границей с сентября 2023 года, стал одним из первых депутатов, пострадавших от нового законодательства, запрещающего иностранным агентам быть депутатами. Лишение мандата Ступина, по мнению политолога Константина Калачева, является символическим жестом перед выборами нового состава МГД и тестированием механизма отзыва мандатов за отсутствие.

## Политическая деятельность
17 сентября 2019 года в Мосгордуме состоялась церемония инаугурации депутатов седьмого созыва, на которой Евгений Ступин в ходе принесения присяги заявил, что фракция КПРФ будет добиваться отставки Валентина Горбунова, который несет ответственность за проблемные выборы и задержания в ходе акций протеста. Также, от имени жителей юго-востока Москвы, Евгений Ступин потребовал закрытия МСЗ-4, в зоне воздействия которого находятся детский сад и квартиры, выделяемые детям-сиротам.
В ходе первого заседания Мосгордума приняла постановление «О составе комиссий Московской городской думы». Евгений Ступин вошел в состав Комиссии по делам общественных объединений и религиозных организаций, Комиссии по экологической политике, Комиссии по экономической и социальной политике.
В ноябре 2019 года Евгений Ступин с коллегой по партии Павлом Тарасовым побывали на станции Шиес. Проблему Шиеса депутаты ранее поднимали в стенах столичного парламента, а потом решили лично поддержать противников строительства мусорного полигона, от которых требовалось освободить территорию лесного участка. «Общенародная борьба продолжается уже более года! Беспрецедентный для России пример длительного массового мужества, патриотизма и проявления активной гражданской позиции!», — поделился Евгений Ступин впечатлениями от поездки.
18 декабря 2019 года Евгений Ступин и четыре его коллеги по партии голосовали против принятия бюджета Москвы в окончательном чтении. Также Евгений Ступин остался недоволен отчётом мэра Москвы Сергея Собянина перед законодательным собранием столицы. «За время после выборов у нас было два принципиальных момента в работе — бюджет и отчет мэра. По обоим моментам у меня осталось очень негативное впечатление», — заявил депутат. Евгений Ступин и ещё восемь депутатов МГД отчет мэра не приняли.
В декабре 2019 года Евгений Ступин обратился в аппарат думы с просьбой разрешить использование служебного автомобиля для перевозки больных детей, ссылаясь на многочисленные устные и письменные заявления жителей. Передачу служебного автомобиля для таких перевозок, с точки зрения Евгения Ступина, можно расценивать как оказание содействия избирателям в пределах служебных возможностей. Депутат получил отказ, который руководитель аппарата Мосгордумы Юрий Дмитриев объяснили тем, что перевозка детей на служебном автомобиле депутата — это нецелевое использование бюджетных средств.
19 февраля 2020 года жители района Раменки пытались воспрепятствовать завозу техники на стройплощадку, выступая против строительства 17-этажного многоквартирного дома на Мичуринском проспекте. Около 20 человек пострадали, среди них — депутаты Мосгордумы Евгений Ступин и Екатерина Енгалычева. Проведя переговоры с полицией и получив обещание демонтировать забор, установленный строителями на газоне с захватом части тротуара на Мичуринском проспекте, Евгений Ступин вместе c двумя другими пострадавшими, которым не нужна была срочная медпомощь, поехал в полицию. Они написали заявление с требованием завести уголовные дела на тех, кто применял насилие к жителям и депутатам.
25 февраля 2020 года, как член Комиссии по экономической и социальной политике, Евгений Ступин инициировал заседание круглого стола на тему «Питание, наполняемость групп и медицинское обслуживание детских садов Москвы». Евгений Ступин потребовал от городских властей нормализовать ситуацию с питанием, наполняемостью и медицинским обслуживанием в детских садах и школах Москвы. Также депутат указал на необходимость изменения подхода к застройке новых территорий и территорий, попадающих в проект реновации жилого фонда. «Социальная инфраструктура должна строиться не позднее жилых кварталов», — заявил организатор круглого стола Евгений Ступин.
В январе 2020 года Евгений Ступин подписал Манифест граждан России против конституционного переворота и узурпации власти, а 12 марта 2020 г. на заседании столичного парламента отказался поддерживать поправки в Конституцию Российской Федерации. «Поправки в Конституцию фактически легализуют диктатуру одного человека в стране. Человека, при котором последние шесть лет происходит падение уровня жизни людей. Человека, при котором происходит расцвет олигархии, а детям собирают деньги на лечение sms-ками. Понятно, что у такого режима будущего нет», — пояснил Евгений Ступин.
В апреле 2020 года написал заявление в московское управление Следственного комитета РФ с требованием возбудить уголовное дело против столичного мэра Сергея Собянина из-за очередей в метро во время пандемии коронавируса. Депутат потребовал возбудить дело по статье о нарушении санитарно-эпидемиологических правил (236 УК РФ), «установить и опросить сотрудников полиции, которые осуществляли досмотр», а также опросить самого Собянина о том, проводила ли мэрия расчеты времени проверки пассажиров.
В июне 2020 года Ступин был оштрафован Преображенским районным судом города Москвы на 5 тысяч рублей за пикет рядом с картонной фигурой Ильи Азара (депутат стоял у здания суда в маске с надписью «Свободу Азару») — его действия были расценены как нарушение режима «самоизоляции».